# Vlădești, Argeș
Vlădești là một xã thuộc hạt Argeș, România. Dân số thời điểm năm 2002 là 3172 người.